# ليز هنري
ليز هنري (بالإنجليزية: Liz Henry)‏ هي مترجمة ومؤلفة أمريكية، ولدت في 1969.